# Bois (Charente-Maritime)
Pour les articles homonymes, voir Bois (homonymie) et Bois (communes).
Bois est une commune du Sud-Ouest de la France, située dans le département de la Charente-Maritime (région Nouvelle-Aquitaine).
Ses habitants sont appelés les Boisiens.

## Géographie

### Localisation
La commune de Bois se situe dans le sud du département de la Charente-Maritime, en région Nouvelle-Aquitaine, dans l'ancienne province de Saintonge.
Ce modeste village est situé dans la périphérie de Saint-Genis-de-Saintonge.

### Communes limitrophes
|               | Saint-Palais-de-Phiolin |                          |
| Champagnolles | Bois                    | Saint-Genis-de-Saintonge |
| Lorignac      | Saint-Ciers-du-Taillon  | Plassac                  |

### Géologie, relief et hydrographie
La commune appartient au Midi de la France — on parle plus précisément de « Midi atlantique », au cœur de l'arc atlantique, elle peut être rattachée à deux grands ensembles géographiques, le Grand Ouest français et le Grand Sud-Ouest français.
La commune est traversée par la Seudre.

### Voies de communication et transports
La commune est desservie par la D 143.

### Climat
La commune bénéficie d’un « climat océanique altéré », selon la typologie des climats en France définie en 2010, comme 161 autres communes de la Charente-Maritime soit 34  % du département. Ce type de climat constitue une transition entre le climat océanique franc et le climat océanique dégradé. La température moyenne annuelle est assez élevée (12,5 °C) avec un nombre de jours froids faible (entre 4 et 8 par an) et chauds soutenu (entre 15 et 23 par an).
Les paramètres climatiques qui ont permis d’établir cette typologie comportent six variables pour les températures et huit pour les précipitations, dont les valeurs correspondent aux données mensuelles sur la normale 1971-2000. Les sept principales variables caractérisant la commune sont présentées dans l'encadré ci-contre.
Avec le changement climatique, ces variables ont pu depuis évoluer. Une étude réalisée en 2014 par la Direction générale de l'Énergie et du Climat prévoit en effet que la  température moyenne devrait croître et la pluviométrie moyenne baisser, avec toutefois de fortes variations régionales. La station météorologique de Météo-France installée sur la commune permet de connaître en continu l'évolution des indicateurs météorologiques. Le tableau détaillé pour la période 1981-2010 est présenté ci-après.
| Mois                                  | jan.            | fév.             | mars            | avril           | mai             | juin            | jui.            | août            | sep.           | oct.            | nov.            | déc.            | année      |
| ------------------------------------- | --------------- | ---------------- | --------------- | --------------- | --------------- | --------------- | --------------- | --------------- | -------------- | --------------- | --------------- | --------------- | ---------- |
| Température minimale moyenne (°C)     | 2,7             | 2,5              | 4,2             | 6               | 9,7             | 12,1            | 13,7            | 13,3            | 11             | 9,2             | 5,2             | 3,6             | 7,8        |
| Température moyenne (°C)              | 6               | 6,7              | 9,1             | 11              | 15              | 17,6            | 19,7            | 19,7            | 17             | 13,9            | 9,1             | 6,8             | 12,7       |
| Température maximale moyenne (°C)     | 9,4             | 10,8             | 14,1            | 16              | 20,4            | 23              | 25,8            | 26,1            | 23             | 18,6            | 13              | 10              | 17,6       |
| Record de froid (°C) date du record   | −19 16.01.1985  | −22,3 15.02.1956 | −12 11.03.1958  | −4,3 08.04.1956 | −1,9 01.05.1960 | 0,2 06.06.1969  | 4 06.07.1965    | 3 26.08.1966    | 0,2 23.09.1962 | −4,8 30.10.1997 | −9,6 24.11.1956 | −11 17.12.1963  | −22,3 1956 |
| Record de chaleur (°C) date du record | 18,3 05.01.1999 | 23,3 16.02.1958  | 25,4 17.03.1961 | 29,8 29.04.1955 | 33,7 24.05.1953 | 38,9 30.06.1952 | 38,1 08.07.1982 | 39,6 29.08.1961 | 38 01.09.1961  | 29 14.10.1986   | 24,9 05.11.1955 | 21,4 16.12.1989 | 39,6 1961  |
| Précipitations (mm)                   | 91,2            | 67,3             | 66,5            | 80              | 71,7            | 58,5            | 59              | 56,5            | 71,3           | 102             | 110,5           | 112,9           | 947,4      |

## Urbanisme

### Typologie
Au 1er janvier 2024, Bois est catégorisée commune rurale à habitat très dispersé, selon la nouvelle grille communale de densité à 7 niveaux définie par l'Insee en 2022.
Elle est située hors unité urbaine et hors attraction des villes,.

### Occupation des sols
L'occupation des sols de la commune, telle qu'elle ressort de la base de données européenne d’occupation biophysique des sols Corine Land Cover (CLC), est marquée par l'importance des territoires agricoles (69,2 % en 2018), une proportion sensiblement équivalente à celle de 1990 (69 %). La répartition détaillée en 2018 est la suivante : 
terres arables (36,1 %), forêts (30,8 %), zones agricoles hétérogènes (29,8 %), cultures permanentes (3,3 %). L'évolution de l’occupation des sols de la commune et de ses infrastructures peut être observée sur les différentes représentations cartographiques du territoire : la carte de Cassini (XVIIIe siècle), la carte d'état-major (1820-1866) et les cartes ou photos aériennes de l'IGN pour la période actuelle (1950 à aujourd'hui).

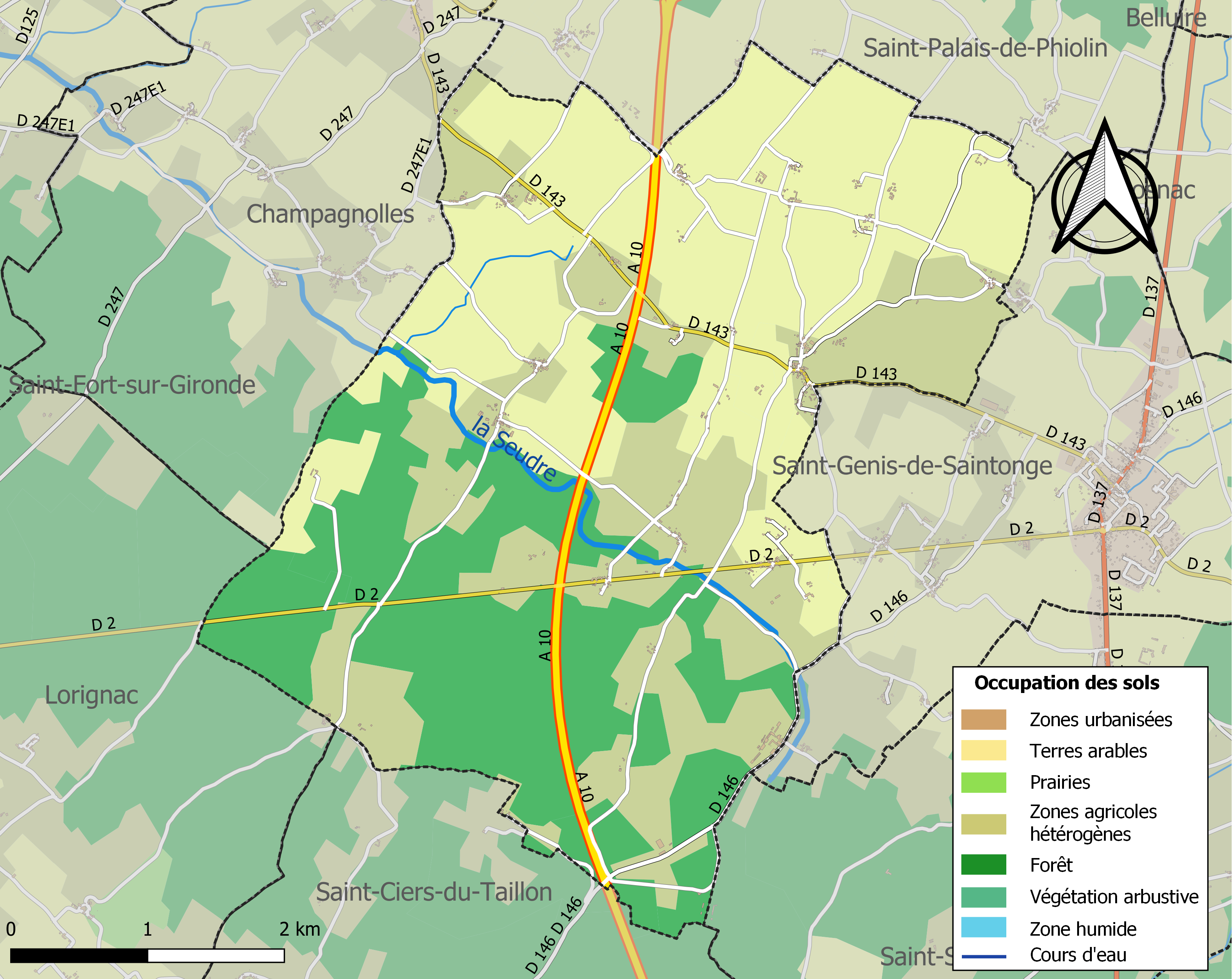
Carte des infrastructures et de l'occupation des sols de la commune en 2018 (CLC).

### Risques majeurs
Le territoire de la commune de Bois est vulnérable à différents aléas naturels : météorologiques (tempête, orage, neige, grand froid, canicule ou sécheresse), inondations, feux de forêts, mouvements de terrains et séisme (sismicité faible). Il est également exposé à un risque technologique,  le transport de matières dangereuses. Un site publié par le BRGM permet d'évaluer simplement et rapidement les risques d'un bien localisé soit par son adresse soit par le numéro de sa parcelle.

#### Risques naturels
Certaines parties du territoire communal sont susceptibles d’être affectées par le risque d’inondation par débordement de cours d'eau, notamment la Seudre. La commune a été reconnue en état de catastrophe naturelle au titre des dommages causés par les inondations et coulées de boue survenues en 1982, 1983, 1993, 1999 et 2010,.
Bois est exposée au risque de feu de forêt du fait de la présence sur son territoire de la forêt de la Lande, un massif classé à risque dans le plan départemental de protection des forêts contre les incendies (PDPFCI), élaboré pour la période 2017-2026 et qui fait suite à un plan 2007-2016. Les mesures individuelles de prévention contre les incendies sont précisées par divers arrêtés préfectoraux et s’appliquent dans les zones exposées aux incendies de forêt et à moins de 200 mètres de celles-ci. L’article L.131-1 du code forestier et l’arrêté du 2 décembre 2020 règlementent l'emploi du feu en interdisant notamment d’apporter du feu, de fumer et de jeter des mégots de cigarette dans les espaces sensibles et sur les voies qui les traversent sous peine de sanctions. Un autre arrêté du 2 décembre 2020 rend le débroussaillement obligatoire, incombant au propriétaire ou ayant droit,,,.

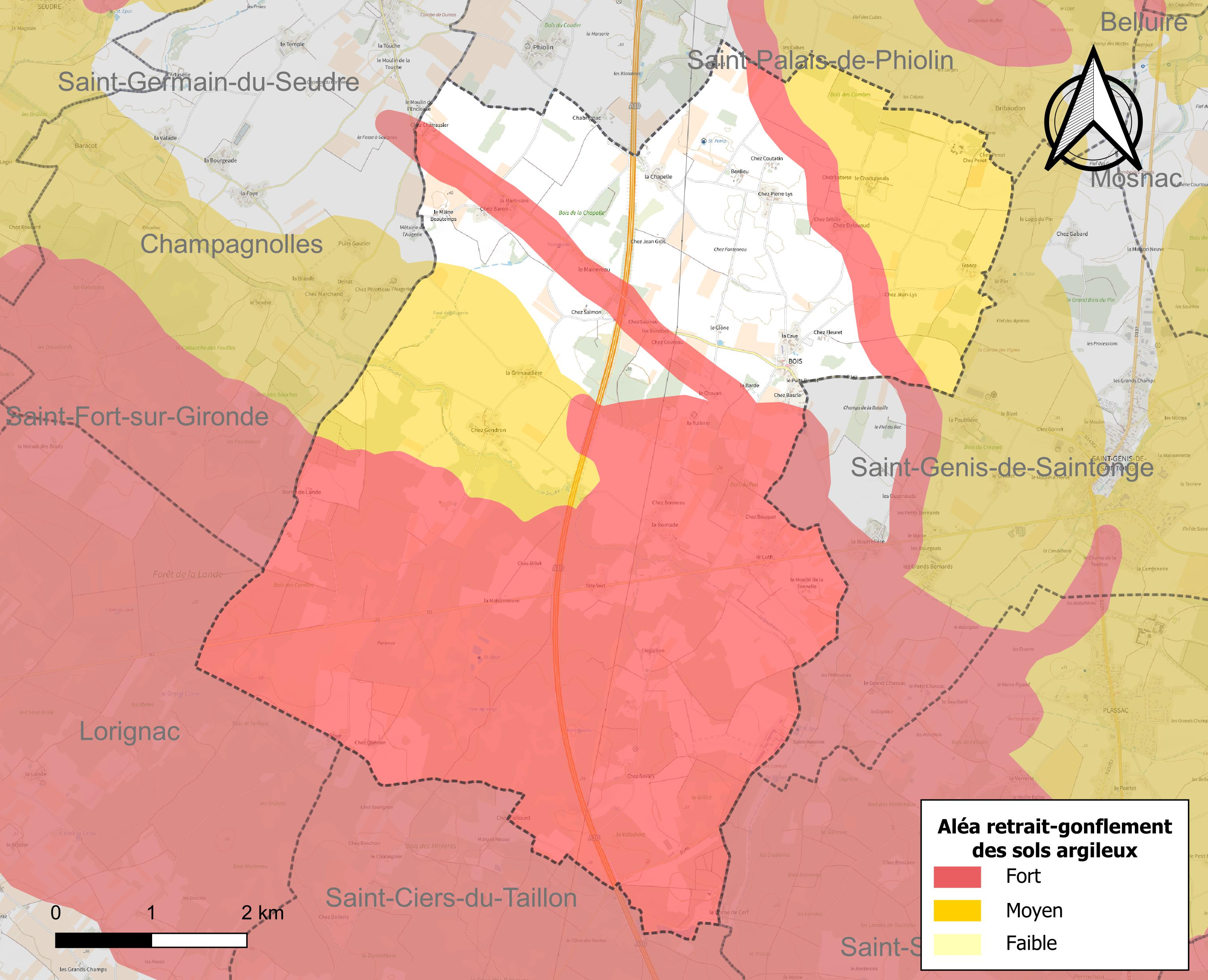
Carte des zones d'aléa retrait-gonflement des sols argileux de Bois.

Les mouvements de terrains susceptibles de se produire sur la commune sont des tassements différentiels.
Le retrait-gonflement des sols argileux est susceptible d'engendrer des dommages importants aux bâtiments en cas d’alternance de périodes de sécheresse et de pluie. 77,7 % de la superficie communale est en aléa moyen ou fort (54,2 % au niveau départemental et 48,5 % au niveau national). Sur les 263 bâtiments dénombrés sur la commune en 2019,  176 sont en aléa moyen ou fort, soit 67 %, à comparer aux 57 % au niveau départemental et 54 % au niveau national. Une cartographie de l'exposition du territoire national au retrait gonflement des sols argileux est disponible sur le site du BRGM,.
Par ailleurs, afin de mieux appréhender le risque d’affaissement de terrain, l'inventaire national des cavités souterraines permet de localiser celles situées sur la commune.
Concernant les mouvements de terrains, la commune a été reconnue en état de catastrophe naturelle au titre des dommages causés par la sécheresse en 2005 et 2009 et par des mouvements de terrain en 1983, 1999 et 2010.

#### Risques technologiques
Le risque de transport de matières dangereuses sur la commune est lié à sa traversée par une ou des infrastructures routières ou ferroviaires importantes ou la présence d'une canalisation de transport d'hydrocarbures. Un accident se produisant sur de telles infrastructures est susceptible d’avoir des effets graves sur les biens, les personnes ou l'environnement, selon la nature du matériau transporté. Des dispositions d’urbanisme peuvent être préconisées en conséquence.

## Toponymie
« Bois » vient du bas latin boscus qui signifie bois.

## Histoire
Bois – autrefois Saint-Pierre-de-Bois – est situé à 2 kilomètres au nord-ouest de Saint-Genis-de-Saintonge. La commune ne compte pas moins de 43 hameaux. Elle abrite de nombreux châteaux, des demeures anciennes et un pont remarquable. Le quartz calcédoine mamelonné, de couleur jaunâtre ou bleuâtre, est disséminé dans les sables supérieurs du hameau de Saint-Antoine. Un échantillon de quartz calcédoine stratoïde trouvé dans la lande du même Saint-Antoine rappelle les agates d'Oberstein (Allemagne). Un ancien prieur-curé de Bois, l'abbé Pierre Cuppé (1664?-1748?), bachelier en théologie, chanoine régulier de Saint-Augustine, aurait écrit au XVIIIe siècle un livre intitulé Le Ciel ouvert à tous les hommes, d'une orthodoxie douteuse pour l'époque. Près de l'église, dans une pièce attenante à l'ancien presbytère, se trouvent des fours et un potager datant du XVIIIe siècle environ. Depuis 1978-1979, Bois est traversée par l'autoroute A10. Le village dispose de 117 hectares de terres agricoles, 147 hectares de terres vignes, 687 hectares de massif forestier – gravement endommagé par la tempête de décembre 1999 –, et d'une lande.

## Administration

### Liste des maires
| Période                                  | Période  | Identité      | Étiquette | Qualité                 |
| ---------------------------------------- | -------- | ------------- | --------- | ----------------------- |
| Les données manquantes sont à compléter. |          |               |           |                         |
| 2008                                     | En cours | Annie Métoyer | DVG       | Employée administrative |

### Région
À la suite de la mise en application de la réforme administrative de 2014 ramenant le nombre de régions de France métropolitaine de 22 à 13, la commune appartient depuis le 1er janvier 2016 à la région Nouvelle-Aquitaine, dont la capitale est Bordeaux. De 1972 au 31 décembre 2015, elle a appartenu à la région Poitou-Charentes, dont le chef-lieu était Poitiers.

## Population et société

### Évolution démographique
L'évolution du nombre d'habitants est connue à travers les recensements de la population effectués dans la commune depuis 1793. Pour les communes de moins de 10 000 habitants, une enquête de recensement portant sur toute la population est réalisée tous les cinq ans, les populations de référence des années intermédiaires étant quant à elles estimées par interpolation ou extrapolation. Pour la commune, le premier recensement exhaustif entrant dans le cadre du nouveau dispositif a été réalisé en 2004.

En 2022, la commune comptait 519 habitants, en évolution de −5,64 % par rapport à 2016 (Charente-Maritime : +4,04 %, France hors Mayotte : +2,11 %).
| 1793 | 1800 | 1806 | 1821 | 1831 | 1836 | 1841 | 1846 | 1851 |
| ---- | ---- | ---- | ---- | ---- | ---- | ---- | ---- | ---- |
| 902  | 865  | 878  | 845  | 954  | 895  | 890  | 894  | 890  |

| 1856 | 1861 | 1866 | 1872 | 1876 | 1881 | 1886 | 1891 | 1896 |
| ---- | ---- | ---- | ---- | ---- | ---- | ---- | ---- | ---- |
| 906  | 918  | 879  | 825  | 852  | 800  | 764  | 726  | 680  |

| 1901 | 1906 | 1911 | 1921 | 1926 | 1931 | 1936 | 1946 | 1954 |
| ---- | ---- | ---- | ---- | ---- | ---- | ---- | ---- | ---- |
| 645  | 622  | 622  | 579  | 536  | 545  | 590  | 588  | 578  |

| 1962 | 1968 | 1975 | 1982 | 1990 | 1999 | 2004 | 2006 | 2009 |
| ---- | ---- | ---- | ---- | ---- | ---- | ---- | ---- | ---- |
| 472  | 473  | 459  | 456  | 427  | 428  | 446  | 447  | 521  |

| 2014 | 2019 | 2022 | - | - | - | - | - | - |
| ---- | ---- | ---- | - | - | - | - | - | - |
| 543  | 517  | 519  | - | - | - | - | - | - |

### Pyramide des âges
La population de la commune est relativement jeune.
En 2018, le taux de personnes d'un âge inférieur à 30 ans s'élève à 34,7 %, soit au-dessus de la moyenne départementale (29 %). À l'inverse, le taux de personnes d'âge supérieur à 60 ans est de 27,7 % la même année, alors qu'il est de 34,9 % au niveau départemental.
En 2018, la commune comptait 238 hommes pour 285 femmes, soit un taux de 54,49 % de femmes, largement supérieur au taux départemental (52,15 %).
Les pyramides des âges de la commune et du département s'établissent comme suit.
| Hommes | Classe d’âge | Femmes |
| ------ | ------------ | ------ |
| 1,3    | 90 ou +      | 1,1    |
| 8,9    | 75-89 ans    | 6,8    |
| 20,4   | 60-74 ans    | 17,5   |
| 22,2   | 45-59 ans    | 19,2   |
| 19,2   | 30-44 ans    | 15,3   |
| 11,8   | 15-29 ans    | 21,3   |
| 16,2   | 0-14 ans     | 18,9   |

| Hommes | Classe d’âge | Femmes |
| ------ | ------------ | ------ |
| 1,1    | 90 ou +      | 2,6    |
| 10,1   | 75-89 ans    | 12,6   |
| 22     | 60-74 ans    | 23,2   |
| 20,1   | 45-59 ans    | 19,7   |
| 16,1   | 30-44 ans    | 15,6   |
| 15,2   | 15-29 ans    | 12,7   |
| 15,4   | 0-14 ans     | 13,6   |

### Enseignement
À Bois se trouve le lycée agricole La Salle-Saint-Antoine, au lieu-dit Saint-Antoine.

### Sports
- Aussi, toujours dans ce même hameau, se trouve un centre équestre.

## Lieux et monuments

### Église Saint-Pierre

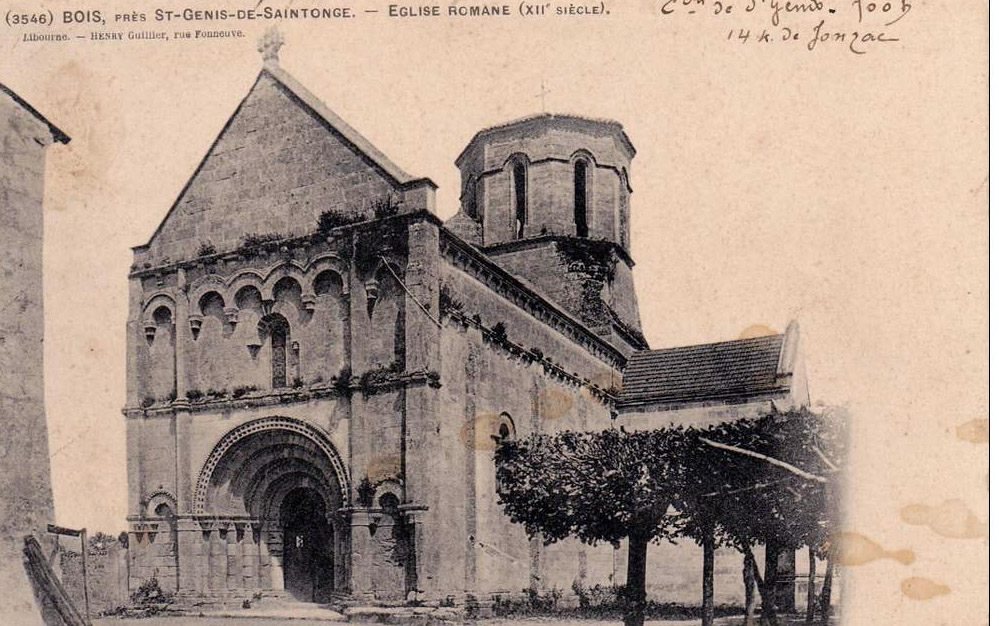

L'église est d'architecture romane datant du XIIe et du XVe siècle. La nef est romane et le chœur et le transept sont gothiques. La façade, très dégagée et très simple, comporte un portail en plein cintre. Le clocher est carré à la base, et devient octogonal. L'édifice est classé au titre des MH le 21/01/1907.
Du côté nord existait une large porte basse en plein cintre ainsi qu’une fenêtre au-dessus. Aujourd’hui elles ne sont plus visibles car cachées par une tour d’escalier à ouvertures en meurtrières. Le bras du transept attenant possède encore une porte seigneuriale à écusson.
Le prieuré-cure de Bois était à la présentation du prieur conventuel de Saint-Étienne de Mortagne. C'est-à-dire qu’il était nommé par le prieur de ce couvent. La paroisse dépendait de l’archiprêtré de Pons.

### Le pont de Jagoine
Situé entre les villages de Chez Gendron et La Romade, ce pont a la particularité d'être constitué de blocs de pierres tombales. Il servait autrefois à traverser la Seudre.

### Le château de Malvillars

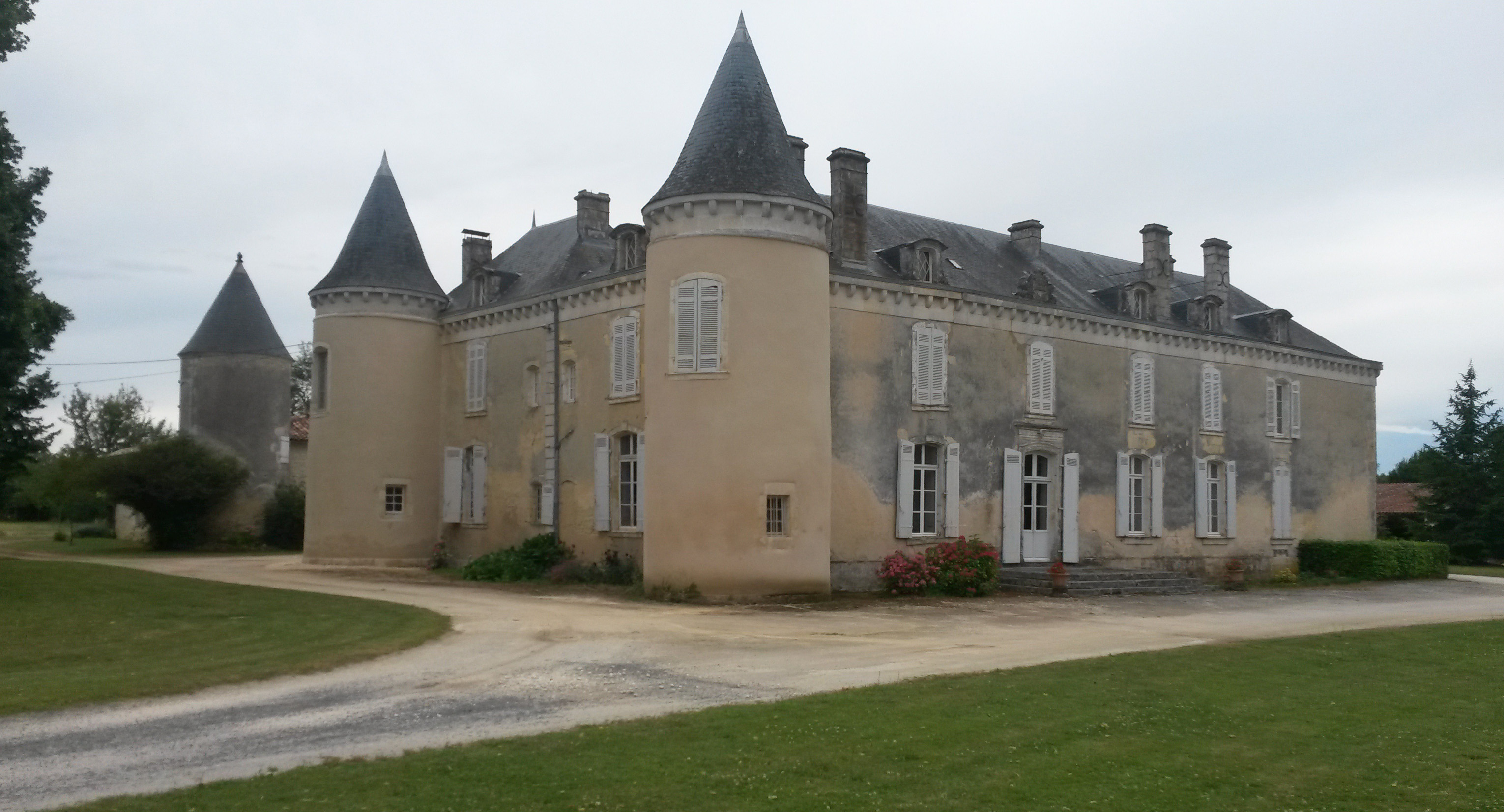
Château de Malvillars

Le fief fut d’abord une possession de la famille d’Asnières (branche cadette de la famille des sires de Pons). Jean d’Asnières en est seigneur au XVIe siècle. Le fief relevait du seigneur de Plassac a foi et hommage-lige, au devoir d’une paire d’éperons dorés à mouvance de vassal.
Anne d’Asnières fut la dernière de la famille qui porta le titre de seigneur de Malvillars, épouse en secondes noces de Daniel de Beaumont, seigneur du Pin. Sa fille Éléonore de Beaumont héritière du fief le vendit à Abraham Morineau vers 1626. En 1653, son fils Mathieu hérita du logis qui passa à sa fille Louise épouse en secondes noces de Pierre Horric.
Le 9 octobre 1765, Henry-Louis Isle, prieur de l'Hôpital vieil de Pons, au nom de ses neveux Henry-Mathieu, Marie-Gabriel et Jean-Jacques Isle, achète Malvillars à François Horric. Le domaine passe à  Henry-Mathieu qui y ajoute les métairies de Balode et de la Barre (Saint-Palais-de-Phiolin). Né en 1744, il était seigneur de Ballode et de Beauchêne, et épousera, le 27 avril 1773, Madeleine-Thérèse du Breuil de Théon, dame de Châteaubardon. Officier dans la marine royale, puis lieutenant-colonel dans le régiment de Noailles-Dragons, Henry-Mathieu obtint les honneurs de la Cour,  le 27 mars 1789, avec le titre de marquis d'Isle. Convoqué aux états généraux, il se fait représenter le 16 mars 1789 à Saintes, et sera le dernier seigneur de Malvillars. Le 10 octobre 1793, il est arrêté et emprisonné à Saintes. Son épouse sera elle-même incarcérée avec sa fille âgée de 15 ans ; ils seront relâchés le mardi 18 août 1794. Le château avait été mis sous séquestre, levé dans les premiers mois de 1795. Décoré de la croix de Saint-Louis, Henry-Mathieu Isle de Beaucheine décéda à Malvillars, le 18 pluviôse an XI (7 février 1803). Le 10 février 1818, son fils Louis-Henry Isle de Beaucheine (1777-1870), maire de Bois en 1811, et son épouse Marie-Pauline Aubert de Boumois vendent le domaine (32 hectares environ) pour 50 000 francs au notaire de Saint-Germain-du-Seudre François-Auguste Lévêque. Ce dernier le rétrocède en 1825 au maire de Bois Barthélemy Emery, architecte de profession, conseiller général de la Charente-Maritime de 1833 à1839. En 1854, un avoué de Jonzac Jean-Louis Beauviel l’achète ; en 1864, ses descendants vendirent le château à la famille de Pindray qui transforma l’ancien logis et aménagea le parc.

### La Barde

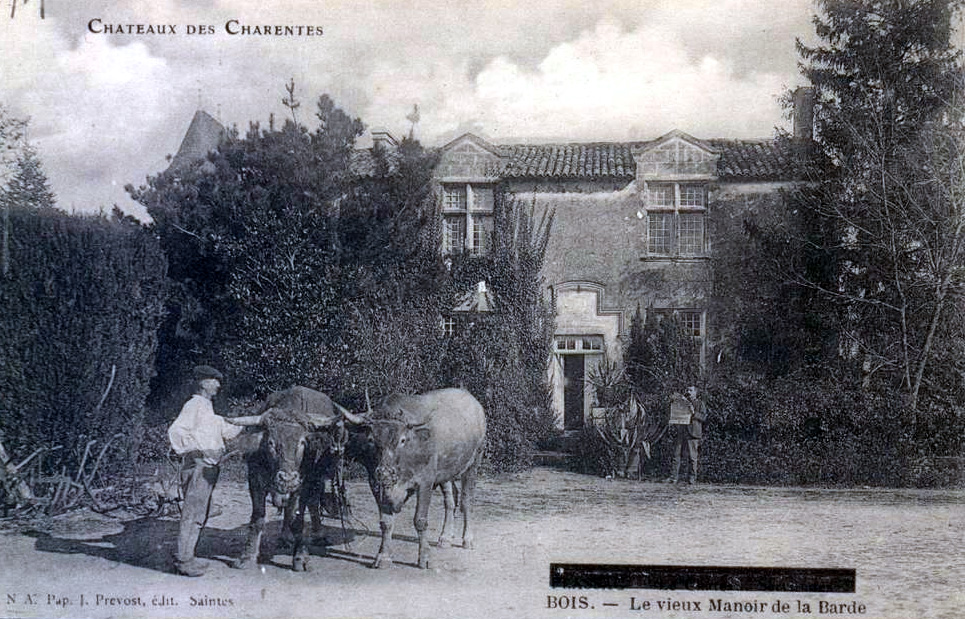
Manoir de la Barde

La Barde désigne un fief dont le château est situé le long de la route de Bois à Champagnolles à la gauche à la sortie du village de Bois. Étymologiquement le terme de la Barde désigne une terre d’alluvions située près d’un cours d’eau. Le logis n’était plus que ruine d’après Rainguet vers 1860. Il fut restauré à la fin du siècle XIXe siècle pour rester dans l’état actuel où nous le voyons aujourd’hui. Toutefois en 1945, il fut saccagé par les FFI.
Le nom de la Barde fut associé à des possessions de la famille d’Asnières, branche cadette de la famille de Pons. Lors de la guerre de Cent Ans, la Barde passe dans les mains des sires de Pons En 1416, Renaud VI transmis La Barde à son gendre Jean d'Estuert époux de Jeanne de Pons, sa fille naturelle.
Les enfants de Jean d'Estuert, Jean et son frère Guillaume se partagèrent ses biens. Ils devinrent coseigneurs du Roussillon (Saint-Germain-du-Seudre),Guillaume possédant en plus la Barde. Puis ce fut le petit-fils de Jean, Guillaume d’Estuert, sénéchal de Saintonge et chambellan du roi,  seigneur de Saint-Maigrin, de l’Illeau (canton de Saint-Porchaire qui est en possession du fief en 1468.
En 1484 Guillaume d’Estuert est contraint par un arrêt du Grand Conseil de le laisser à François de Mortagne. La famille de Mortagne récupérait par cet arrêt ses possessions du Roussillon et d’autres fiefs, dont la Barde.
François de Mortagne vendit la Barde avec ses droits de moyenne justice dix ans plus tard à Mathieu Turet.
La seigneurie passa ensuite dans les mains de Jean de Vidaut de Romefort, écuyer, seigneur de Chassagnes (Arces) et de Saint-Palais-sur-Mer, échevin à Saintes en 1525.Par mariage de Gabriel du Gravier avec sa fille Esther Vidaut, la famille du Gravier l’acquit. Son fils Daniel du Gravier, marié à Marie Leseur le 9 septembre 1651, eut une fille Marie qui épousa François Duclou, seigneur de La Voux auquel elle apporta la seigneurie de la Barde. Ce dernier fut tué (peut-être un assassinat ou un duel) vers le 6 novembre 1683 dans la pièce de terre appelée des Trois-Bois à Bois. Marie du Gravier par la suite abandonna la Barde.Le château et la seigneurie passèrent par vente dans les mains de la famille de Lage de Volude, propriétaire du domaine du Tirac à Lorignac. Le premier à porter un titre associé à la Barde est Paul-François de Lage de Volude, chevalier, seigneur du Tirac et de la Barde.
Lui succéda Paul-François II de Lage de Volude, marquis de Volude, seigneur du Tirac, la Barde, les Touches né en 1734 marié à Jeanne-Claudine de Kergariou.
La Barde fut vendu comme bien national à la Révolution à Monsieur De Pelletier. Son propriétaire le laissa alors à l’abandon. Finalement le logis a abouti en 1859 à François Joachim Coutard qui le vendit en 1862 au maire de Bois Marie-Gabriel Mauduit de Kervilio.
Le château de la Barde fut vendu en février 2019 à Monsieur Garéché de Mortagne et est actuellement en cours de rénovation.

### Saint-Julien

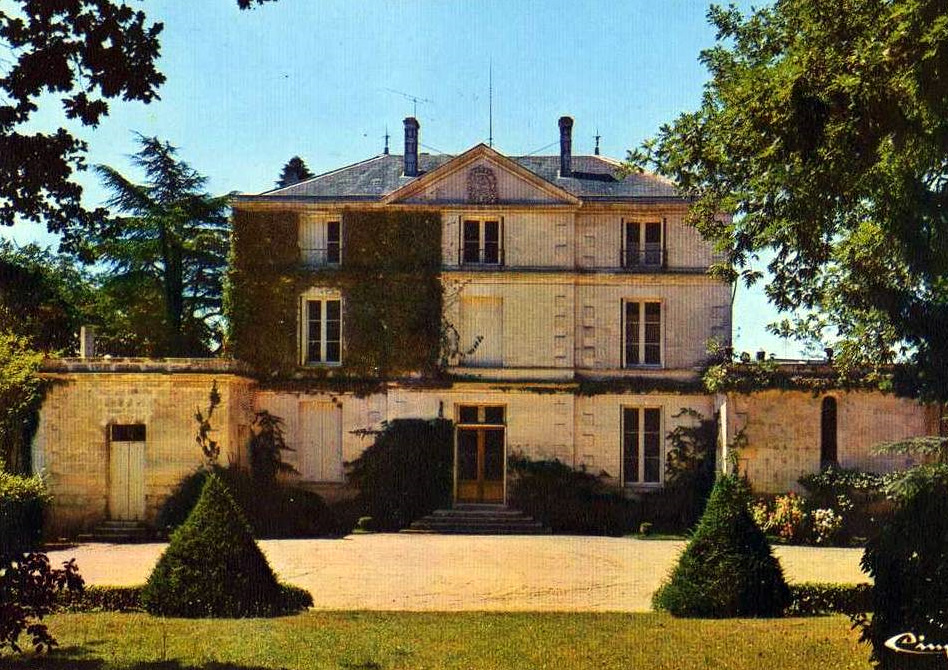
Manoir de Saint-Julien

Au XVIIIe siècle, le domaine de Saint-Julien situé dans la forêt de La Lande à la limite des communes de Saint-Genis et de Plassac est appelé alors La Corne du Cerf. En 1570, cette partie de la forêt de La Lande appartient à Jean de Pons seigneur de Plassac. Le 1er avril 1572 il baille et arrente à Mathieu Guillard le domaine de La Corne du Cerf. On parle par la suite du Maine-Guillard pour Saint-Julien. En 1687, le domaine est possédé par Guy de Arnaud, écuyer, sieur de La Chevallerie. Le domaine est par la suite vendu en 1728 par Gouveau de Cumont à David de Longueville, marchand drapier de La Tremblade.
En octobre 1759, François Julien, bourgeois, notaire royal à Plassac, étant chargé du défrichement de la forêt de La Lande se réserva une borderie en rachetant le Maine-Guillard à Jean Gabriel de Longueville, marchand drapier. L’acte de vente indique que les bâtiments sont en très mauvais état ainsi que les terrains. Le prix n’en est que très bas : 5000 livres.
Julien restaura les immeubles et fit élever le château et en profita pour donner son nom à son domaine. Par la suite Julien déplaça son étude à Jonzac. Il exploita la production forestière du domaine, ainsi que ses descendants et tout particulièrement les châtaigniers.
En 1845, Frédéric Julien vendit le domaine pour 24000 francs à Édouard et Jérémie Fourestier de Saint-Sorlin-de-Conac. En 1866, le domaine devient possession de la comtesse Raoul de Lestrange. Elle l’acheta aux frères Forestier pour 45000 francs en 1867.La comtesse de Lestrange, veuve, née du Tertre, souhaitait se rapprocher de sa cousine qui habitait Saint-Ciers-du-Taillon où elle avait épousé un membre de la famille de Saint-Léger d’Orignac. La comtesse fit construire le logis actuel par l’entrepreneur Denis Cros et dessiner le parc à l’anglaise par le célèbre paysagiste Bühler, auteur des parcs de Bordeaux et de la tête d’or à Lyon. L’ensemble forestier de Saint-Julien fut très malmené par la tempête de 1999.

## Pour approfondir